# Вильде, Борис Владимирович
Борис Владимирович Вильде (фр. Boris Vildé; 25 июня (8 июля) 1908 года, Санкт-Петербург — 23 февраля 1942 года, Форт Мон-Валерьен) — русский поэт, лингвист и этнограф в Музее человека в Париже, участник французского Сопротивления, один из основателей и редактор газеты Résistance («Сопротивление»). Расстрелян нацистами в 1942 году.

## Биография
Родился в Петербурге в православной семье. Детские годы прошли в деревне Ястребино под Ямбургом.
В 1919 году семья Вильде эмигрировала в Эстонию, поселившись в университетском городе Тарту. В 1920—1926 годах Вильде учился в Тартуской русской гимназии, в 1926—1927 годах — на физико-математическом факультете Тартуского университета. Был членом Юрьевского цеха поэтов (Тарту, 1929).
В 1930 году уехал в Германию, работал библиотекарем, переводчиком, репетитором, выступал с лекциями о русской культуре (под именем Ивана Ястребинского), на одной из лекций познакомился с Андре Жидом и по его совету в 1932 году перебрался в Париж, окончил Сорбонну и школу восточных языков, принял французское гражданство и с 1937 года работал в Музее человека. По поручению этого музея в 1937 году собирал в Эстонии этнографические материалы, связанные с народностью сету и местными русскими.
В июле 1934 году женился на Ирэн Лот, дочери французского историка Фердинанда Лота и сотрудницы русского журнала «Путь» Мирры Лот-Бородиной.
Писал стихи на русском и французском языках. Публиковал повести, рассказы, литературно-критические эссе (в том числе под псевдонимом Борис Дикой) в сборнике «Новь» (Ревель, 1928—1935), в журналах «Брюссельский вестник» (Брюссель, 1932), «Встречи» (Париж, 1934), «Русский магазин» (Ревель, 1930), «Полевые цветы» (Нарва, 1930); в газете «Руль» (Берлин, 1920—1931). Член Союза молодых русских поэтов и писателей во Франции (с 1932).
В 1939 г. мобилизован во французскую армию, взят в плен немцами в Арденнах. В начале июля 1940 года бежал из плена, вернулся в Париж и ушёл в антифашистское подполье. В июле 1940 г. организовал одну из первых групп французского Сопротивления, нелегально издавал орган движения газету «Resistance» («Сопротивление») (Париж, 1940—1941), название которой, придуманное Борисом Вильде, стало символом борьбы французского народа с фашистами.
В марте 1941 года арестован нацистами. Расстрелян вместе с Леоном-Морисом Нордманном, Жоржем Итьером, Жюлем Андрие, Рене Сенешалем, Пьером Вальтером и Анатолием Левицким 23 февраля 1942 года в Форте Мон-Валерьен.
Похоронен на кладбище в Иври-сюр-Сен рядом с А. Левицким и другими товарищами по Сопротивлению.
Указом Президиума Верховного Совета СССР от 7 мая 1985 года посмертно награждён орденом Отечественной войны 1-й степени.

## Увековечение памяти Б. Вильде
- Борис Вильде — национальный герой Франции, посмертно награждён Медалью Сопротивления с розеткой.
- Его именем названа одна из улиц Парижа. На здании этнографического музея, где он работал, установлена мемориальная доска со словами Шарля де Голля: «Вильде, выдающийся пионер науки, с 1940 года целиком посвятил себя делу подпольного сопротивления, … явил своим поведением во время суда и под пулями палачей высший пример храбрости и самоотречения».
- В сентябре 1967 года на фасаде школы в эстонском городе Тарту, в которой учился Б. Вильде, была установлена памятная доска.
- В 1968 году на таллинской киностудии «Таллинфильм» был снят документальный фильм о Борисе Вильде «Бессмертие» (эст. «Surematus»)[3].
- В деревне Ястребино Волосовского района Ленинградской области открыт музей Бориса Вильде в бывшем доме его матери.

## Книги
- Борис Вильде, Дневник и письма из тюрьмы. 1941—1942. Русский путь, 2005 г. ISBN 5-85887-185-2
- Boris Vildé, La civilisation finnoise, Horizons de France, 1940
- Boris Vildé, Journal et lettres de prison : 1941—1942, présentation de François Bédarida et Dominique Veillon, notes de François Bédarida, Cahiers de l’Institut du Temps Présent, no 7, février 1988, 146 p., portrait de Boris Vildé ; réédition éd. Allia, 1997

## Публикации о Б. Вильде
- Aveline C. L’affaire du musée de l’Homme // Les Lettres Françaises. 1945. № 44. Février.
- Aveline C. Boris Vildé // Europe. 1946. XXIV. 5 mai. P. 1—15.
- Humbert A. Notre guerre. Paris: Emile-Paul, 1946.
- Tillion G. Première Résistance en zone occupée (Du côté du réseau musée de l’Homme — Hauet — Vildé) // Revue d’Histoire de la Deuxième Guerre mondiale. 1958. № 30. Avril. P. 5—22.
- Соколов А. Lugu minu koolivennast («История о моём школьном товарище») // Kirjanduse sirvilauad («Литературный календарь»). 1959. С. 309—312. (эст.)
- Adams V. Tartu poisi tähelend («Звёздный полёт тартуского мальчика») // Looming. 1964. Nr. 8. Lk. 1201—1205. (эст.)
- «Dialoog vanglas» («Диалог в тюрьме») (дневник Бориса Вильде, октябрь-ноябрь 1941) / Сокращённый перевод на эстонский Вальмара Адамса // Looming. 1964. Nr. 8. Lk. 1206—1212. (эст.)
- «Boris Vilde — vastupanuliikumise sangar» («Борис Вильде герой движения сопротивления») // Sirp ja Vasar («Серп и молот»). 1964. 21 августа. (эст.)
- Adams V. Mõelge minule kui elavale! («Думайте обо мне как о живом!») // Edasi. 1965. 1 мая. (эст.)
- Соколов А. Ты предпочитал бороться — победить или погибнуть // Молодежь Эстонии. Таллин, 1967. 3 дек. № 236. С. 2
- Noguères H. Histoire de la Résistance en France. Paris: Robert Laffont, 1967. T. I: (juin 1940 — juin 1941); T. II: (juillet 1941-octobre 1942), 1969.
- Blumenson M. The Vildé Affair: Beginnings of the French Resistance. Boston: Houghton Mifflin Company, 1977; trad. fr.: Le Réseau du musée de l’Homme: Les débuts de la Résistance en France/ Trad. de l’angl. par J.-Р. Carasso. Paris: Le Seuil, 1979.
- Cassou J. Une vie pour la liberté. Paris: Robert Laffont, 1981.
- Райт-Ковалёва Р. Человек из Музея Человека. М.: Советский писатель, 1982.
- Blomerius R. Koolivennalikult Boris Vildest // Edasi. Tartu, 1983. 30 okt. Nr. 249. Lk. 4.
- Lelong Y. L’heure très sévère de Boris Vildé // Visages de la Résistance. La Liberté de l’Esprit. Lyon: La Manufacture, 1987. № 16. P. 329—341.
- Круус Р. Борис Вильде // Радуга. Таллинн, 1989. № 6. С. 58—60.
- George F. Boris Vildé devant la mort // Critique. 1989. Vol. XLV. № 503. Mars.
- Головенченко С. А. Творческие судьбы представителей «молодой» эмигрантской поэзии: (Борис Вильде) // Проблемы эволюции русской литературы XX века. М., 1995. Вып. 2. С. 54—56.
- Головенченко С. А. Вильде Борис Владимирович… // Писатели русского зарубежья (1918—1940): Справочник. М., 1995. Ч. III. С. 221—223.
- Борис Вильде. Рижский эпилог / Публ. Ю. Абызова // Балтийский архив: Рус. культура в Прибалтике. Таллинн, 1997. Т. 3. С. 58—109.
- Ильин Р. Вильде Борис Владимирович // Русское зарубежье: Золотая кн. эмиграции. Первая треть XX века: Энцикл. биогр. словарь. М., 1997. С. 147—148.
- В память о наших / Вступ. заметка, пер. с фр. и публ. И. Софиева // Простор (Алма-Ата). 1999. № 2. С. 76—82.
- Письма Бориса Вильде к матери / Вступ. ст. и публ. Б. Плюханова; Коммент Л. Киселевой // Труды по русской и славянской филологии. Литературоведение. Новая серия. Тарту, 2001. № 4. С. 282—338.
- Исаков С. Г. Борис Владимирович Вильде // Русская эмиграция и русские писатели Эстонии 1918—1940 гг.: Антология / Сост., вступит. ст., биогр. справки и коммент. проф. С. Г. Исакова. Таллинн, 2002. С. 215—216.
- Исаков С. «Ничего подозрительного не замечено»: Новое о Борисе Вильде // Вышгород. Таллинн, 2004. № 5/6. С. 15—30.
- Рита Райт-Ковалёва — Юрий Софиев. «Расскажите мне о Борисе Вильде…»: Переписка // Простор. 2004. № 5.
- Матвеева Ю. В. Гностика на краю бытия: («Приглашение на казнь» В. Набокова и дневник и письма из тюрьмы Б. Вильде) // Известия Уральского гос. ун-та. Екатеринбург, 2008. № 55. С. 153—165.
- Матвеева Ю. В. Самосознание поколения в творчестве писателей-младоэмигрантов. — Екатеринбург: Изд-во Урал. ун-та, 2008. — 193 с.
- Данилевский А. В. «Возобновленная тоска» Бориса Дикого и «Три столицы» В. В. Шульгина // Мемуары в культуре русского зарубежья. М.: Наука, 2010. С. 204—217.
- Данилевский А. В. Сирин-Набоков в «Возобновленной тоске» Бориса Дикого (Б. В. Вильде) // Работа и служба: Сборник памяти Рашита Янгирова / Составитель Ян Левченко. СПб.: Своё издательство, 2011. С. 42—58.
- Данилевский А. В. Борис Дикой. Возобновленная тоска. Послесловие // Балтийский архив. Т. XII. 2012. С. 396—414.